# Torben Frank
Torben Frank (Kopenhagen, 16 juni 1968) is een Deens voormalig voetballer die speelde als aanvaller.

## Carrière
Frank maakte zijn debuut voor Brøndby IF in 1987 en speelde bij hen tot in 1990. Hij veroverde met hen drie landstitels in 1987, 1988 en 1990; daarnaast de beker in 1989. Daarna werd hij landskampioen met Lyngby BK in 1992. Hij speelde twee jaar voor Olympique Lyon maar kwam aan geen officiële wedstrijd. Hij keerde terug naar Lyngby BK en speelde er tot in 1997. Daarna speelde hij nog voor Køge BK en BK Frem.
Hij speelde vijf interlands voor Denemarken en nam deel aan het EK voetbal 1992 waar hij kampioen werd met de ploeg.

## Erelijst
- Brøndby IF
  - Landskampioen: 1987, 1988, 1990
  - Deense voetbalbeker: 1989
- Lyngby BK
  - Landskampioen: 1992
- Denemarken
  - EK voetbal: 1992

1 Schmeichel ·
2 Sivebæk ·
3 K. Nielsen ·
4 Olsen  ·
5 Andersen ·
6 Christofte ·
7 Jensen ·
8 Mølby ·
9 Povlsen ·
10 Elstrup ·
11 Laudrup ·
12 Piechnik ·
13 Larsen ·
14 Frank ·
15 Christensen ·
16 Krogh ·
17 Christiansen ·
18 Vilfort ·
19 P. Nielsen ·
20 Bruun ·
Coach: Møller Nielsen